# Род Ла Рок
Род Ла Рок (англ. Rod La Rocque; 29 листопада 1898, Чикаго, Іллінойс, США — 15 жовтня 1969, Беверлі-Гіллз, Каліфорнія, США) — американський актор. За внесок у кіноіндустрію Ла Рок удостоєний зірки на Голлівудській алеї слави.

## Життєпис
Род Ла Рок народився 29 листопада 1898 року в Чикаго, штат Іллінойс, у сім'ї менеджера готелю Едмунда Ла Рока та його дружини Енн Райс. Його батько мав французько-канадське походження, а мама ірландське.
З семи років почав виступати у театрі, а підлітком почав зніматися в епізодичних ролях в стрічках кінокомпанії «Essanay Studios».
У 1918 році, після закриття «Essanay Studios», він переїхав до Нью-Йорку, де працював у театрі. Там його помітив американський кінопродюсер Семюел Голдвін та запросив у Голлівуд.
У 1941 році Род Ла Рок завершив свою кінокар'єру та зайнявся бізнесом.

Род Ла Рок та його дружина Вільма Банкі у квітні 1927 року

## Особисте життя
У 1927 році Род Ла Рок одружився з угорською акторкою Вільмою Банкі, з якою прожив у шлюбі до самої своєї смерті.

## Вибрана фільмографія
| Рік  |   | Українська назва                | Оригінальна назва             | Роль                   |
| ---- | - | ------------------------------- | ----------------------------- | ---------------------- |
| 1941 | ф | Познайомтеся з Джоном Доу       | Meet John Doe                 | Тед Шелдон             |
| 1940 | ф | Завтра і післязавтра            | Beyond Tomorrow               |                        |
| 1940 | ф | Доктор Християн зустрічає жінок | Dr. Christian Meets the Women | професор Кеннет Паркер |
| 1939 | ф | Горбань із Нотр-Даму            | The Hunchback of Notre Dame   | Філіпп                 |
| 1930 | ф | Одна романтична ніч             | One Romantic Night            | принц Альберт          |
| 1930 | ф | Дозволь нам бути веселими       | Let Us Be Gay                 | Боб Браун              |
| 1929 | ф | Закриті двері                   | The Locked Door               | Френк Деверо           |
| 1929 | ф | Одна жіноча ідея                | The One Woman Idea            | принц Ахмед            |
| 1929 | ф | Наші сучасні дівчата            | Our Modern Maidens            | Гленн Еббот            |
| 1925 | ф | Хоробре серце                   | Braveheart                    |                        |
| 1925 | ф | Пришестя Амоса                  | The Coming of Amos            | Амос Бюрден            |
| 1924 | ф | Заборонений рай                 | Forbidden Paradise            | капітан Олексій Черни  |
| 1924 | ф | Тріумф                          | Triumph                       | Кінґ Ґарнет            |
| 1923 | ф | Десять заповідей                | The Ten Commandments          | Ден МакТевіш           |
| 1920 | ф | Життя                           | Life                          | Том Бернетт            |
| 1915 | ф | Справа Альстер                  | The Alster Case               | Аллен Лонгстрит        |
| 1918 | ф | Модель Венери                   | The Venus Model               | Пол Бреддок            |